# Résolution 97 du Conseil de sécurité des Nations unies
Membres permanents
- Chine (Taïwan)
- États-Unis
- France
- Royaume-Uni
- URSS

Membres non permanents
- Brésil
- Chili
- Grèce
- Pakistan
- Pays-Bas
- Turquie

Résolution no 96 Résolution no 98
La résolution 97 du Conseil de sécurité des Nations unies est une résolution du Conseil de sécurité des Nations unies adoptée le 30 janvier 1952.
Cette résolution, la première de l'année 1952, relative aux armements : réglementation et réduction, dissout la Commission des armements de type classique.
La résolution a été adoptée.

## Texte
- Résolution 97 sur fr.wikisource.org
- Résolution 97 sur en.wikisource.org